# Amphioplus gravelyi
Amphioplus gravelyi är en ormstjärneart som beskrevs av James 1970. Amphioplus gravelyi ingår i släktet Amphioplus och familjen trådormstjärnor. Inga underarter finns listade i Catalogue of Life.